# وولنو-وسیولی
وولنو-وسیولی (به لاتین: Volno-Vesyoly) یک منطقهٔ مسکونی در روسیه است که در آدیغیه واقع شده‌است.